# 페터 베렌스 (음악가)
페터 베렌스(독일어: Peter Behrens, 1947년 9월 4일 ~ 2016년 5월 11일)는 1980년대 팝 그룹 트리오의 드러머로 잘 알려진 독일의 음악가이자 배우이다.